# مژه
مژه موهایی است که سر پلک رشد می‌کند.پلک از چشم در مقابل نور آفتاب، گرد و خاک و رطوبت محافظت می‌کند.
واژه مژه از موی+ژه ساخته شده است به معنای موی ریز.دیس پهلوی آن مژک بوده است و در تبری بدان مژیک (مجیک) می‌گویند.